# Abbaye de Marcheroux
Pour les articles homonymes, voir Abbaye Saint-Nicolas et Saint-Nicolas.
L'abbaye Saint-Nicolas de Marcheroux est une ancienne abbaye de l'ordre des Prémontrés fondée en 1122 et située à Beaumont-les-Nonains dans l'Oise. Il en subsiste l'ancienne abbatiale et les vestiges de l'ancien logis conventuel.

## Histoire

### La fondation
En 1122, Ulric, compagnon de saint Norbert de Xanten, fondateur de l'ordre des Prémontrés, installe une communauté à Jouy-la-Grange, dans l'actuelle commune de Beaumont-lès-Nonains. Il installe, sur une terre qu'il possède en tant que fermier perpétuel, une nouvelle abbaye qu'il appelle Saint-Nicolas-en-Thelle. Il doit y payer chaque année 50 setiers de blé. Vers 1145, le seigneur Ansculphe de Sénots donne une terre à la communauté  à moins de 5 km de là, au lieu-dit Marcheroux. L'abbaye y est transférée peu de temps après. Un bref,  en date du 15 juin 1147, du pape Eugène III vient confirmer cette donation. Elle est mise alors sous la filiation de l'abbaye Saint-Josse de Dommartin, fondée elle aussi par un disciple de saint Norbert.
Marcheroux est latinisé sous la forme Marchasium Radulphi ou encore Marchis Radulphi, ce qui indique soit un lieu marécageux appartenant à un certain Radulf (Raoul, Rou), soit la Marche (frontière) de Radulf.
Ansculphe lègue dans le même temps la ferme de Beaumont et l'abbé Ulric y crée un couvent de religieuses. Bien que la ferme soit détruite en 1192, le couvent semble subsister jusqu'au milieu du XIIIe siècle.

### Les évolutions de l'abbaye
L'abbaye de Marcheroux fonde une abbaye fille vers 1180, l'abbaye Notre-Dame d'Abbecourt, située alors dans le nord du diocèse de Chartres, actuellement dans la commune d'Orgeval, dans les Yvelines. Les revenus de l'abbaye mère sont limités, elle ne compte parmi ses dépendances qu'une seule église paroissiale et un acte de 1249 indique la vente d'un prieuré à l'abbaye de Saint-Denis. L'abbaye subit par ailleurs des destructions : à la fin du XIIe siècle et début du XIIIe siècle, un descendant d'Ansculphe dénommé Guyard ravage l'abbaye. C'est à nouveau le cas  vers 1430 lors du siège de la ville par les Anglais. L'abbaye reste ruinée jusqu'au début du XVIe siècle.
Une nouvelle abbatiale est construite au début de l'époque moderne, consacrée en 1536, mais elle s'effondre en 1615. La communauté rejoint la congrégation de la primitive rigueur en 1668, réforme de l'ordre initiée par Servais de Lairuelz au début du XVIIe siècle. Le régime de la commende est instauré en 1727. Ses revenus restent très limités. Ils ne sont que de 1 600 livres par an à cette époque quand ils sont de 22 000 livres à l'abbaye de Froidmont ou de 20 000 livres à l'abbaye Notre-Dame de Breteuil.
À la Révolution, l'abbaye ne compte plus que sept religieux. L'inventaire dénombre plus de 400 ouvrages dans leur bibliothèque. Les bâtiments sont alors vendus pour en faire une exploitation agricole. L'église abbatiale, qui a vu ses voûte détruites, est transformée en grange au XIXe siècle.

## Les vestiges actuels

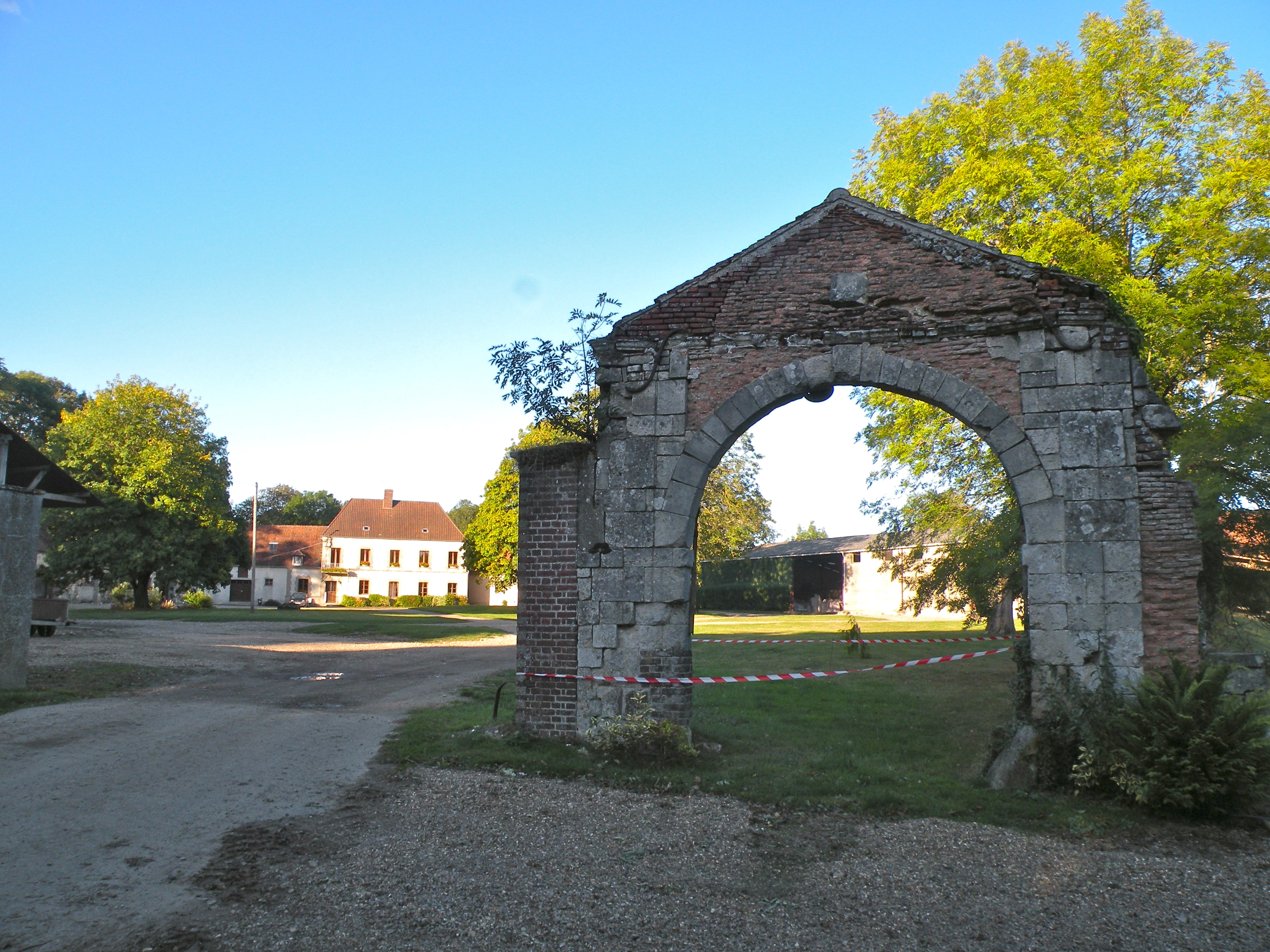
Le portail.

L'église abbatiale conserve une partie de son chœur  et de son abside construits au XIIIe siècle. La nef et la façade datent de leur reconstruction vers 1710. De l'ancien logis conventuel du XVIIe siècle, il ne reste qu'un pan de mur ruiné, tandis que le portail d'entrée de l'abbaye datant du XVIIIe siècle est toujours en place (mais son fronton triangulaire s'est récemment écroulé). Cet ensemble, ainsi que les sols archéologiques de l'enclos de l'abbaye font l'objet d'une inscription au titre des monuments historiques par arrêté du 9 novembre 1995.
Une partie du mobilier de l'abbatiale est toujours conservée dans d'autres églises des environs. L'ensemble des seize stalles en bois, accompagnées de deux autels et de leur retable et tabernacle au revers des stalles sont conservés dans l'église paroissiale Saint-Christophe de la Houssoye. L'un de ces retables est décoré d'un relief représentant saint Nicolas et les trois enfants dans le saloir. L'ensemble est daté par une inscription de 1716. Il est classé au titre objet des monuments historiques par arrêté du 9 avril 1905. L'église paroissiale de Montjavoult contient deux parements d'autel du XVIIIe siècle représentant la présentation au temple provenant de l'abbatiale et classés au titre objet des monuments historiques par arrêté du 5 novembre 1911.